# Cá phượng hoàng
Cá phượng hoàng, tên khoa học Mikrogeophagus ramirezi, là một loài cá đặc hữu tự nhiên của lưu vực sông Orinoco, ở các savan của Venezuela và Colombia tại Nam Mỹ. Loài này được dùng trong các nghiên cứu về hành vi của các loài cá và là một loài cá cảnh phổ biến. Loài này là một thành viên của họ Geophaginae và phân họ Geophaginae.

## Phân bố và môi trường sống
Mô trường sống tự nhiên của M. ramirezi là nước ấm (25.5-29.5 °C, 78-85 °F), độ axit (pH 5). Nước nói chung có dòng chảy chậm, có vài khoáng chất hòa tan, và khoảng màu từ trong đến đục có tannin.